# Кузнецов, Георгий Степанович
Георгий Степанович Кузнецов (20 апреля 1924, Чистое, Уральская область — 18 января 1981, Елизово, Камчатская область) — гвардии майор Советской Армии, участник Великой Отечественной войны, Герой Советского Союза (1944). После войны работал в Копейске мастером на заводе им. С. М. Кирова, затем в Елизово заместителем начальника производственного управления «Камчатсксельстрой».

## Биография
Георгий Степанович Кузнецов родился 20 апреля 1924 года в крестьянской семье в селе Чистом Чистовского сельсовета Щучанского района Челябинского округа Уральской области, ныне село входит в Щучанский муниципальный округ Курганской области. В семье было семеро детей.
Отец был раскулачен и уехал работать на шахту города Копейска. В 1932 году к отцу переехала семья. После окончания семи классов в школе № 2 поступил в Копейское горнопромышленное училище (сейчас ПУ № 3). Когда началась война, с третьего курса ушёл на рудоремонтный завод имени С. М. Кирова учеником слесаря.
17 июля 1942 года Кузнецов был призван на службу в Рабоче-крестьянскую Красную Армию Копейским РВК Челябинской области. 15 августа 1942 года был ранен. В 1943 году сержант Кузнецов окончил Тюменское пехотное училище. С 1943 года член ВЛКСМ.
С февраля 1943 года — на фронтах Великой Отечественной войны. 17 июля 1943 года ранен, после выписки из госпиталя направлен на курсы младших лейтенантов. Окончив их, в январе 1944 года Г. Кузнецов принимает командование стрелковым взводом.
К апрелю 1944 года гвардии младший лейтенант Георгий Кузнецов командовал стрелковым взводом 55-го гвардейского стрелкового полка 20-й гвардейской стрелковой дивизии 37-й армии 3-го Украинского фронта. Отличился во время освобождения Молдавской ССР. 11 апреля 1944 года Кузнецов во главе группы из шести бойцов на примитивных плотиках переправился через Днестр в районе Тирасполя и захватил плацдарм на его западном берегу, после чего удерживал его до переправы основных сил. 13 апреля 1944 года был ранен.
Указом Президиума Верховного Совета СССР от 13 сентября 1944 года за «образцовое выполнение боевых заданий командования на фронте борьбы с немецкими захватчиками и проявленные при этом мужество и героизм» гвардии младший лейтенант Георгий Кузнецов был удостоен высокого звания Героя Советского Союза с вручением ордена Ленина и медали «Золотая Звезда» за номером 948.
С 1944 года служил в 254-м полку конвойных войск НКВД.
29 августа 1946 года в звании майора Кузнецов был уволен в запас. Вернулся в Копейск, работал на заводе им. С. М. Кирова диспетчером цеха М-3. Окончил одногодичные курсы узких специалистов, получил профессию технолога, трудился в цехе технологом. С марта 1952 года работал начальником цеха М-5. В 1964 году стал секретарем партийного комитета завода. На этой должности работал до 1968 года.
В 1947 году вступил в ВКП(б), в 1952 году партия переименована в КПСС.
Дважды избирался в депутаты Челябинского областного Совета депутатов трудящихся.
С 1969 года Кузнецов жил и работал в городе Елизово Елизовского района Камчатской области. Трудился заместителем начальника производственного управления «Камчатсксельстрой». В эти годы он занимался активной общественной работой. В 1971 году по инициативе Кузнецова Г. С. был создан Елизовский районный совет ветеранов, при котором в 1978 году был создан народный музей боевой и трудовой славы, который сначала располагался в маленькой комнатке здания горкома — ныне Дом творчества юных (ДТЮ), а в 1985 году переехал в дом № 13 по улице Виталия Кручины. С 2006 года — «Елизовский районный краеведческий музей».
Георгий Степанович Кузнецов после тяжелой и продолжительной болезни скончался 18 января 1981 года. Похоронен на Аллее Славы кладбища города Елизово Елизовского района Камчатской области, ныне район входит в Камчатский край.

## Награды
- Герой Советского Союза, 13 сентября 1944 года[6][7][8]
  - Орден Ленина
  - Медаль «Золотая Звезда» № 948
- Орден Трудового Красного Знамени, 1965 год
- Медали, в том числе[4].
  - Медаль «За отвагу»
  - Медаль «В ознаменование 100-летия со дня рождения Владимира Ильича Ленина»
  - Медаль «За победу над Германией в Великой Отечественной войне 1941-1945 гг.»
  - Медаль «За взятие Будапешта»
  - Медаль «За взятие Вены»

## Память
- Бюст, открыт 9 мая 2005 года (каслинское литье; гранитный пьедестал), Челябинская область, город Копейск, площадь Красных партизан, сквер Павших героев — 55°06′48″ с. ш. 61°37′25″ в. д.HGЯO[4][9].
- Мемориальная доска на здании МКОУ «Чистовская основная общеобразовательная школа», где учился, ныне организация ликвидирована. Курганская область, Щучанский муниципальный округ, село Чистое, ул. Кузнецова, 60 — 55°09′30″ с. ш. 62°29′23″ в. д.HGЯO
- Мемориальная доска, открыта 5 мая 2017 года на здании Копейского политехнического колледжа им. С. В. Хохрякова, в котором учился, Челябинская область, город Копейск, ул. Ленина, 40 — 55°06′37″ с. ш. 61°37′20″ в. д.HGЯO[10]
- Мемориальная доска на доме, где жил, Камчатский край, город Елизово, ул. Ленина, 26 — 53°11′23″ с. ш. 158°23′00″ в. д.HGЯO
- Упомянут на мемориальной доске, установленной на здании военного комиссариата города Копейска, Челябинская область, город Копейск, ул. Темника, 50 — 55°06′38″ с. ш. 61°37′10″ в. д.HGЯO